# Aflatoxina

Estructura química de l’Aflatoxina B1

Les aflatoxines són micotoxines que naturals produïdes per moltes espècies del gènere de fongs Aspergillus, els més notables Aspergillus flavus, Aspergillus niger i Aspergillus parasiticus. Però també poden ser produïdes per fongs del gènere Penicillium, com P. verrucosum. Les aflatoxines són tòxiques i entre les substàncies més carcinogèniques conegudes per a animals, incloent els humans. Després de l'entrada al cos, les aflatoxines es metabolitzen al fetge cap a AFB1-8,9-epòxid, un intermediari molt reactiu capaç d'unir-se a proteïnes i àcids nucleics alterant el gen p53 supressor de tumors, o bé poden ser hidroxilades i transformar-se en l'aflatoxina M1, menys perillosa.

## Condicions de contaminació

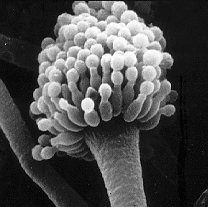
Aspergillus fumigatus sota microscopi electrònic.

Els fongs Aspergillus són molt comuns i estan dispersos per l’ambient, Poden colonitzar i contaminar els grans després de la collita o durant l'emmagatzemament. Durant l'emmagatzemament són particularment susceptibles a la infecció per Aspergillus seguint a una exposició perllongada a alta humitat ambiental o danys per condicions estressants com la sequedat, ambdues condicions fan baixar les barreres que impedeixen la seva entrada.
L’hàbitat d'Aspergillus és el sòl, on hi hagi vegetació en descomposició, la palla, grans deteriorats microbiològicament i envaïts per tota mena de substrats orgànics, sempre que hi hagi prou humitat (mínima del 7%) i temperatura alta.
Els cultius més afectats són els cereals (dacsa, sorgo, mill, arròs, blat), llavors oleaginoses: soia, gira-sol, cotó, espècies, nou, cacauet, ametlla, festuc, entre d'altres.
La toxina es pot trobar a la llet dels animals alimentats amb pastures contaminades.

## Patologia
Alts nivells d’exposició a aflatoxines produeixen una necrosi hepàtica aguda resultant després en una cirrosi, i o carcinoma del fetge. La fallada hepàtica aguda es manifesta en hemorràgies, edema, alteració de l'absorció en la digestió i finalment coma.
No hi ha cap espècie animal immune a les aflatoxines. Tanmateix, els humans tenen una alta tolerància a la intoxicació aguda per aflatoxines.
Els infants però són particularment afectats a l'exposició a les aflatoxines que afecta el seu creixement i retarda el seu desenvolupament.
La recerca mèdica indica que una dieta regular que inclogui vegetals de la família de les apiàcies com la pastanaga, julivert, api, etc., redueix els efectes carcinògens de l’aflatoxina.

## Microbiologia
Les aflatoxines es sintetitzen per poques espècies d'Aspergillus essent les més problemàtiques dels de A. flavus i A. parasiticus que creixen en molts substrats especialment en els humits. Els productes transformats amb aflatoxines de vegades es troben en les ous, la llet i en la carn quan els animals s'han alimentat amb grans contaminats.

## Principals tipus d’aflatoxines i els seus metabòlits
Com a mínim hi ha 13 tipus d’aflatoxines a la natura. L’aflatoxina B1 és considerada la més tòxica i la produeixen tant Aspergillus flavus com Aspergillus parasiticus. L’aflatoxina G1 i la G2 la produeix exclusivament A. parasiticus. Mentre que la presència d’Aspergillus en aliments no sempre indica nivells perillosos pot ser un risc significatiu consumir-los
Les aflatoxines M1, M₂ van ser originalment descobertes en la llet de vaques que menjaven gra amb Aspergillus. Aquests compostos són productes del fetge dels animals.